# Gottlieb z Windisch-Grätze
Gottlieb z Windisch-Grätze (německy Gottlieb von Windisch-Graetz, 28. července 1715 – 20. června 1784) byl rakouský šlechtic, hrabě z Windisch-Graetze (dnes Slovenj Gradec ve Slovinsku) v Rakousku.

## Život
Narodil se jako syn svobodného pána Kryštofa Ehrenreicha z Windisch-Graetze († 1732) a jeho druhé manželky hraběnky Anny Kristýny z Auerspergu (1682–1735), dcery hraběte Wolfganga Maxmiliána z Auerspergu (1633–1705) a Zuzany Alžběty z Polheimu (1647–1716). 
Měl sestry Kristýnu z Windisch-Grätze (1717–1777), provdanou dne 6. září 1739 za hraběte Wolfganga Mořice z Auerspergu (1707–1756) a Konstancie z Windisch-Grätze (1721–1763), od 17. května 1740 provdanou za hraběte Friedmana z Werthernu.
Gottlieb z Windisch-Grätze zemřel bez dědice ve věku 68 let 20. června 1784.

### Manželství a potomstvo
Gottlieb se 9. února 1747 oženil s hraběnkou Marií Terezií Františkou z Kevenhülleru (15. října 1728 – 14. ledna 1815), dcerou polního maršála hraběte Ludvíka Ondřeje z Khevenhülleru (1683–1744) a hraběnky Filipy Marie z Lambergu (1695–1762). Manželé měli dvě děti, které však zemřely v dětství:  
- František Antonín (1748/30. září 1749 – 11. srpna 1760, ve věku 12 let)
- Maria Anna (18. února 1752 – 30. dubna 1753)